# Paul Willard Merrill
Paul Willard Merrill, ameriški astronom, * 15. avgust 1887, Minneapolis, Minnesota, ZDA, † 19. julij 1961, Okrožje Los Angeles, Kalifornija, ZDA.

## Priznanja

### Nagrade
- medalja Henryja Draperja (1945)
- medalja Bruceove (1946)